# Thelotrema subpatens
Thelotrema subpatens är en lavart som beskrevs av Hale 1981. Thelotrema subpatens ingår i släktet Thelotrema och familjen Thelotremataceae.   Inga underarter finns listade i Catalogue of Life.